# Copris sexdentatus
Copris sexdentatus là một loài bọ cánh cứng trong họ Bọ hung (Scarabaeidae).